# بانشاكانيا

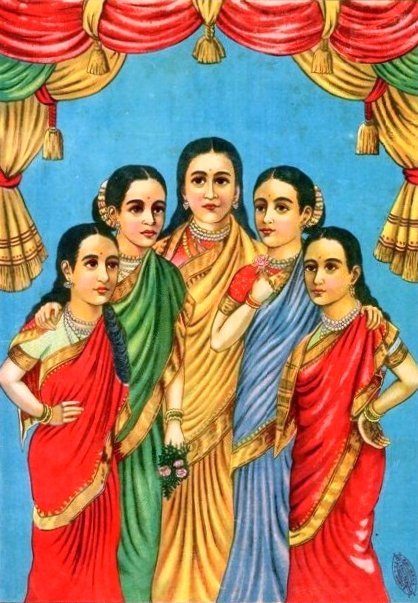
بانشاكانيا، طباعة حجرية تعود إلى ما قبل عام 1945 من مطبعة رافي فارما.

البانشاكانيا (पञ्चकन्या، المشعات "خمسة فتيات") هي مجموعة من خمس بطلات أيقونات من الملاحم الهندوسية، تم تمجيدهن في ترنيمة ويعتقد أن أسمائهُنَّ تبدد الخطيئة عند ترديدها. وهُنَّ: أهاليا، دروبادي، سيتا أو كونتي، تارا، وماندوداري. بالنسبة لدروبادي وكونتي فهما من ملحمة مهابهاراتا، أما أهاليا وتارا وماندوداري وسيتا من ملحمة رامايانا.